# Ukrainska språklagen "Om principer för den statliga språkpolitiken"
Ukrainska språklagen (ukrainska: Закон України «Про засади державної мовної політики», Zakon ukrajiny «pro zasady derzjavnoji movnoji polityky») är en språklag som infördes av det ukrainska parlamentet och godkändes av president Viktor Janukovytj i 2012. Lagen tillåter andra språk än ukrainska som administrationsspråk på regional och lokal nivå i Ukraina, där till exempel rumänska/moldaviska och ungerska infördes som lokala språk i några gränskommuner. Dessutom har ryska införts som administrationsspråk i åtta städer: Odessa, Charkiv, Cherson, Mykolajiv, Zaporizjzja, Sevastopol, Dnipropetrovsk, Luhansk och Krasny Lutj samt sex oblast: (Odessa, Mykolajiv, Cherson, Zaporizjzja, Dnipropetrovsk och Donetsk. Däremot hade lagen inte spelat någon roll på Krim, där både Autonoma republiken Krim och staden Sevastopol sedan 1990-talet hade direktstyre från Kiev. 

## Parlamentets försök att riva upp språklagen 2014
Efter oppositionens maktövertagande i Kiev genomfördes en omröstning i parlamentet den 23 februari 2014, där det med mycket liten marginal (232 av 450 röster) beslöts att riva upp språklagen och återinföra ukrainska som enda nationella språk på alla nivåer. Detta beslut blev dock inte genomfört. Den då tillförordnade presidenten Oleksandr Turtjynov inlade den 28 februari veto mot det nya lagförslaget, men först efter att Europaparlamentet krävt att de ukrainska myndigheterna skulle skydda möjligheten för människor att använda det ryska språket. Europaparlamentet uppmanade det ukrainska parlamentet att iaktta minoriteternas rättigheter och garantera friheten att använda ryska och andra minoritetsspråk. Det innebär att ryska fortfarande har status som regionalt språk i 13 av Ukrainas 27 oblast – de där rysktalande utgör minst tio procent av befolkningen.
Parlamentets försök att riva upp språklagen skapade rädsla bland de i huvudsak ryskspråkiga på Krim och östra Ukraina, att den nya regeringen i Kiev skulle fortsätta diskriminera dem med ryska rötter. Krim hade innan den ryska annekteringen cirka 2 miljoner invånare, varav cirka 60 procent var etniska ryssar. 27 februari 2014 etablerades en utbrytarregering i det som kort efter skulle bli Republiken Krim, i protest mot oppositionens maktövertagande på nationell nivå. Denna utbrytarregering tog med rysk hjälp över kontrollen över Krim, och efter en ifrågasatt folkomröstning inlemmades Krim i den Ryska Federationen. Denna annektering har inte erkänts av det internationella samhället, som istället har fördömt Rysslands handlingar på Krim. I östra Ukraina utvecklade protesterna sig till en fortfarande pågående militär konflikt.

## Revideringer av språklagen 2018 och 2019
Det finns även en rumänsk, en polsk och en ungersk minoritet i Ukraina. År 2018 försämrades Ukrainas relation till grannlandet Ungern efter att parlamentet hade godkänt en lag som förbjöd undervisning i minoritetsspråk. Parlamentet godkände kort efter presidentvalet i Ukraina 2019 en lag som ger det ukrainska språket en särskild status och skärper språkkraven. Lagen ställer krav på att fler program i radio och TV ska vara på ukrainska och fastslår att alla invånare ska kunna språket. Det betyder inom den offentliga sektorn bland annat krav på att myndigheter, läkare, soldater och lärare ska kunna tala ukrainska. Om de inte klarar språkkraven så hotas de av böter. Enligt beslutet ska lagen tillämpas först 2022; under tiden ska ett system byggas upp för undervisning i ukrainska. Lagen ska först undertecknas av den avgående presidenten Petro Porosjenko som har avvisat all kritik mot lagen. Ukrainas nyvalde, men ännu inte tillträdde, president Volodymyr Zelenskij, som själv år rysktalande, har riktat kritik mot lagen. Denna språklag har fått kritik också av instanser inom FN och EU samt från Ryssland.
FN:s säkerhetsråd avslog 2019 Rysslands begäran om att ta upp frågan om Ukrainas nya språklag i rådet.